# Oude Kwaremont
Der Oude Kwaremont ist eine 111 m hohe, zur Gemeinde Kluisbergen gehörende Erhebung in der belgischen Provinz Ostflandern. Der Hügel ist mit seinem 2,2 Kilometer langen, bis zu elf Prozent steilen Anstieg seit 1974 fester Bestandteil des Radsportklassikers Flandernrundfahrt. Die letzten über Kopfsteinpflaster führenden 1600 Meter des Anstiegs stehen unter Denkmalschutz. Seit 2012 wird der Oude Kwaremont zusammen mit dem Paterberg im Finale der Flandernrundfahrt kurz vor dem Ziel in Oudenaarde befahren. Der Paterberg wird auch beim E3-Preis Flandern und bei Quer durch Flandern sowie bis 2007 beim Omloop Het Volk regelmäßig überquert.